# Stig Lundqvist (redare)
Stig Hugo Lundqvist, född 22 februari 1924 i Mariehamn, död 21 maj 2007, var en åländsk skeppsredare. Han är  farbror till Ben Lundqvist. 
Lundqvist blev student 1943, avlade högre rättsexamen 1947 och blev diplomekonom 1950. Han var advokat vid advokatbyrån Rainer Wuorio i Helsingfors 1947–1948, notarie i Raseborgs domsaga 1948–1949 och blev vicehäradshövding 1950. Han anställdes samma år vid det anrika familjebolaget Lundqvistrederierna Ab, för vilket han var verkställande direktör 1978–1994. Den debattglade och kontroversielle Lundqvist var i decennier en ledande gestalt i Ålands ekonomiska liv. Han var en av initiativtagarna när Vikinglinjen Ab bildades i början av 1960-talet, var bolagets verkställande direktör 1966–1968 och styrelseordförande för SF Line/Viking Line 1979–1995. Han var också verkställande direktör för Ålands redarförening 1952–1974. Han tilldelades sjöfartsråds titel 1984.